# Португалия на «Евровидении-1998»
Португалия принимала участие в сорок третьем выпуске телевизионного конкурса Евровидение-1998, который состоялся 9 мая в Бирмингеме, Великобритания. Страну представляла группа Alma Lusa с песней Se eu te pudesse abraçar ("Если бы я могла обнять тебя"), написанной одним из участников группы Жозе Сидом. Сид ранее уже представлял Португалию на Евровидение-1980 с песней Um grande, grande amor. По итогам голосования Se eu te pudesse abraçar заняла 12-е место, набрав 36 очков, разделив данный результат с Эстонией. Тем не менее, песня стала предшественницей португальской заявки на Евровидение-1999 Como tudo começou в исполнении Руя Бандейры. Конкурс был показан RTP на канале RTP 1 с комментариями Руя Унаша. Глашатаем от Португалии была представительница страны на Евровидение-1996 Люсия Мониш.

## До «Евровидения»

### Festival da Canção 1998
Начиная с 1964 года португальский вещатель RTP организовывал национальный отбор под названием Festival da Canção, где определялся представитель страны на Евровидение. Тридцать пятый выпуск Festival da Canção состоялся 7 марта 1998 года в Театре Святого Луиса в Лиссабоне. Ведущими были Люсия Мониш и Карлос Рибейру. Восемь песен прозвучало на национальном отборе, а победитель определялся путём голосов экспертного жюри, состоявшего из пяти человек. Среди них были представители Португалии на Евровидение Пауло де Корвалью (Евровидение-1974 и Евровидение-1977) и Сара Тавареш (Евровидение-1994).
| Порядковый номер | Исполнитель      | Название песни           | Очки | Место |
| ---------------- | ---------------- | ------------------------ | ---- | ----- |
| 1                | София Барбоза    | Uma lua em cada mã       | 29   | 3     |
| 2                | Карлос Эвора     | Saudade que eu sou       | 25   | 5     |
| 3                | Тереса Радаманту | Só o mar ficou           | 32   | 2     |
| 4                | Ана Исабель      | O encanto da sereia      | 27   | 4     |
| 5                | Ана Ритта        | Basta só um olhar        | 8    | 7     |
| 6                | Жанот            | Aqui ou além             | 7    | 8     |
| 7                | Axel             | Só à tua espera          | 17   | 6     |
| 8                | Alma Lusa        | Se eu te pudesse abraçar | 50   | 1     |

## На «Евровидении»
Согласно правилам конкурса Евровидение-1998 к участию допускаются страна-победительница прошлого выпуска, 18 стран, имеющих высокий средний балл по итогам прошлых пяти конкурсов и те страны, которые не участвовали в предыдущем выпуске, но транслировали его. Средний балл Португалии составлял 46, вследствие чего страну допустили к участию. Перед началом конкурса Би-би-си сообщила, что букмекеры поставили португальскую заявку на 12-е место, наряду с песнями от Норвегии, Румынии и Эстонии. Группа Alma Lusa выступала под номером 14, между Ирландией и Румынией. По итогам голосования Se eu te pudesse abraçar заняла 12-е место, набрав 36 очков, разделив данный результат с Эстонией. Первоначально данный результат не позволял Португалии принять участие на Евровидение-1999. Но поскольку Латвия и Венгрия отказались от участия в конкурсе, то Португалия была допущена. В 1997 году была введена система телеголосования на Евровидении. Страна впервые использовала новую процедуру телеголосования, апробированную годом ранее. 12 очков португальские зрители присудили стране-победительнице, Израилю. Дирижёром оркестра от Португалии был Майкл Сержант.

### Голосование
| Очки      | Страна                               |
| --------- | ------------------------------------ |
| 12 баллов |                                      |
| 10 баллов | - Франция                            |
| 8 баллов  |                                      |
| 7 баллов  |                                      |
| 6 баллов  | - Испания - Турция                   |
| 5 баллов  |                                      |
| 4 балла   | - Македония                          |
| 3 балла   |                                      |
| 2 балла   | - Израиль - Кипр - Мальта - Словакия |
| 1 балл    | - Бельгия - Греция                   |

| Очки      | Страна         |
| --------- | -------------- |
| 12 баллов | Израиль        |
| 10 баллов | Германия       |
| 8 баллов  | Бельгия        |
| 7 баллов  | Нидерланды     |
| 6 баллов  | Великобритания |
| 5 баллов  | Мальта         |
| 4 балла   | Кипр           |
| 3 балла   | Норвегия       |
| 2 балла   | Хорватия       |
| 1 балл    | Ирландия       |